# 奄古录拱北
奄古录拱北，位于中国青海省循化县查汗都斯乡大庄村，为第六批青海省文物保护单位，公布日期为1998年12月22日，类型为古建筑。
奄古录拱北的历史年代为清。